# Empire of the Sun (banda)
Empire of the Sun é uma banda australiana de música eletrônica formada em 2007. A dupla é formada por Luke Steele, dos The Sleepy Jackson, e Nick Littlemore, dos Pnau.
Walking on a Dream, álbum de estreia da dupla, foi lançado em Outubro de 2008 na Austrália. A dupla tem contrato com as gravadoras EMI Austrália e Virgin UK.

## História da banda
Luke Steele e Nick Littlemore se conheceram em 2000 depois de serem introduzidos pelo executivo da Steele's A&R , Simon Moor, em um bar em Sydney. Os dois já tinham contrato com a EMI e já estavam trabalhando em seus próprios projetos independentes, mesmo assim eles viraram amigos e decidiram começar um projeto de música colaborativa juntos. A Primeira colaboração deles foi a música "Tell the Girls That I'm Not Hangin' Out", a qual apareceu no álbum de 2003 de The Sleepy Jackson, Lovers.
Mas a dupla se desfez quando Steele escolheu usar uma versão diference da música. Littlemore depois contou à Rolling Stone Australia: "Eu sou uma pessoa muito intensa e eu levo coisas ao coração. " Eles se reuniram para duas músicas no álbum Pnau de Pnau, "Freedom" e na abertura "With You Forever". Littlemore comentou: "Quando Peter Mayes e eu escrevemos With You Forever, eu percebi que tinha que enviar a letra à Luke. Um dia depois, ele me telefonou e cantou a música inteira para mim. " Isso iniciou o que depois virou à banda Empire of the Sun.
Como Steele estava vivendo na cidade Perth (Uma cidade grande da Austrália) e Littlemore estava em Sydney pelos próximos meses o par independentemente continuaram escrevendo músicas para o projeto e organizaram reuniões em Sydney nas qual eles decidiram como o álbum seria. Depois a dupla foi no estúdio com Peter Mayes para gravar o material, do qual foi todo produzido por eles.
Mesmo o nome do projeto sendo atribuído ao romance de 1984 do mesmo nome por J. G. Ballard, Littlemore nega isso e justifica, dizendo, “o nome vem mais da ideia do fato  de que nós estamos viajando pelo mundo indo à lugares de impérios da civilização onde o sol é venerado. O nome não é baseado no romance de Ballard e nem no filme de Spielberg do mesmo nome.“

## Discografia
- 2008 - Walking on a Dream
- 2013 - Ice on the Dune
- 2016 - Two Vines
- 2024 - Ask That God